# 羅漢魮
羅漢魮（学名：Barbus rohani）為輻鰭魚綱鯉形目鯉科魮屬的其中一個種。該物種主要分布於非洲三比西河流域，體長可達14.4公分。

## 扩展阅读
維基物種上的相關：羅漢魮